# جبل تيزيران
جبل تيزيران هو جبل في المغرب يقعُ في إقليم شفشاون، يبلغُ علوه حوالي 2106 متر، ينتمي الجبل إلى جبال الريف. تحيط به قبائل بني منصور وبني خالد، وهو ثالث أعلى قمة في إقليم شفشاون، وأحد المواقع الطبيعية الخلابة.